# Chiesa di San Giacomo Apostolo (Lusiana Conco)
La chiesa di San Giacomo Apostolo,  o anche più semplicemente solo chiesa di San Giacomo, è la parrocchiale di Lusiana, frazione del comune sparso di Lusiana Conco, in provincia di Vicenza e diocesi di Padova; fa parte del vicariato di Lusiana.

## Storia
Sembra che l'originaria chiesa di Lusiana sia sorta nell'VIII secolo ad opera dei monaci benedettini; tuttavia, la prima citazione che ne attesta la presenza risale al 1297 ed è contenuta in una bolla papale, grazie alla quale s'apprende che essa era filiale della pieve di Caltrano.
In un atto del 1399 si legge che la chiesetta era retta da tale pre' Pietro del Fu Ulrico di Crespadoro; nel XV secolo la comunità lusianese risultava dipendere dalla pieve di Santa Maria Assunta di Breganze.
Dalla relazione della visita pastorale del 1570 del vescovo Nicolò Ormaneto si conosce che la chiesa aveva il doppio titolo di San Giacomo e San Cristoforo; tuttavia, nel 1587 è attestata nuovamente solo quello di Susan Giacomo.
All'inizio del XVIII secolo la chiesa si rivelò insufficiente a contenere i fedeli e, così, fu decise un suo rifacimento; tra il 1710 e il 1711 si costruì la navata laterale sinistra e si alzarono i muri dell'aula, mentre, dopo circa un trentennio di stallo, nel 1740 venne finalmente costruita anche la navata di destra.
L'abside e il presbiterio furono realizzati in un secondo momento, dopo che nel 1823 era stata realizzata la sagrestia: la loro costruzione iniziò il 6 marzo 1825 su disegno di Luigi De Boni, poi sostituito dall'ingegner Barrera, e venne ultimata nel 1827. La parrocchiale fu elevata ad arcipretale in quel medesimo anno con decreto del vescovo Modesto Farina e poi consacrata il 26 agosto 1832. 
Intanto, la chiesa era diventata sede di un vicariato, nel quale erano confluite pure le parrocchie di Crosara San Bortolo, Crosara San Luca, Conco, Fontanelle, San Floriano, Laverda e San Donato del Covalo.
Nel 1891 il campanile fu inaugurato, mentre negli anni trenta del Novecento si provvide al rimaneggiamento della facciata.
Tra il 2001 e il 2006 venne condotto un intervento di ristrutturazione che interessò i prospetti esterni, l'interno e il tetto della struttura.

## Descrizione

### Esterno
La facciata a salienti della chiesa, che guarda ad occidente, presenta un corpo centrale, caratterizzato dal portale maggiore e dal rosone e scandito da due paraste angolari ioniche sorreggenti l'architrave e il frontone, sopra cui sono collocate le statue raffiguranti il Redentore, la Vergine Immacolata e San Giuseppe, e ai lati due ali minori, in cui si aprono gli ingressi secondari, sormontate da due semitimpani sopra i quali vi sono le due statue che ritraggono Sant'Antonio da Padova e San Giacomo Apostolo.
Distante alcuni metri dalla parrocchiale si erge il campanile a base quadrata, alto circa 73 metri e costruito tra il 1876 e il 1890 su disegno di Abramo Chioccarello. In cella sono disposte 5 poderose campane in Lab2 (Lab2, Sib2, Do3, Reb3, Mib3) elettrificate alla veronese; i ceppi in ghisa sono del modello Colbachini di Bassano del Grappa (VI), quello della maggiore venne sostituito anni fa con uno della ditta Morellato. Fu proprio la fonderia bassanese a realizzare queste campane nel 1890. La campana maggiore, dal suono poderoso e potente, pesa 3296 kg.

### Interno
L'interno dell'edificio è suddiviso da colonne binate in marmo rosso sorreggenti archi a tutto sesto in tre navate, tutte coperte dal soffitto piano; al termine dell'aula si sviluppa il presbiterio, introdotto dall'arco santo e chiuso dall'abside.
Qui sono conservate diverse opere di pregio, tra le quali le due pale raffiguranti l'Adorazione dei pastori e la Discesa dello Spirito santo sugli apostoli e la Madonna, eseguite da Jacopo Bassano rispettivamente nel 1555 e nel 1551, il dipinto con soggetto Sant'Antonio di Padova in gloria, realizzato dal vicentino Giovanni Antonio De Pieri all'inizio del XVIII secolo, e la tela del 1748 ritraente Tobia con San Raffaele Arcangelo, il cui autore è Francesco Zugno.